# Mats Furberg
Mats Erland Furberg, född 25 april 1933, död 29 december 2024 i Brämaregårdens distrikt i Göteborg, var en svensk professor i teoretisk filosofi i Göteborg.
Furberg studerade i Oxford under Gilbert Ryle och J.L. Austin. I den senares efterföljd fullföljdes studier i talaktsteori som resulterade i avhandlingen Locutionary and illocutionary acts, 1963, senare utgiven som: Saying and meaning. Fortsatt forskning i talaktsteori ledde till boken Säga, förstå, tolka. Temat om tolkning resulterade i boken Verstehen och förstå, där Furberg går igenom begreppet ”förstå” mot bakgrund av vad Dilthey, Martin Heidegger och Gadamer har sagt i frågan. 
I den populärt hållna Språk och påverkan 1966 går Furberg igenom olika språkteorier och dess förklaringar av bland annat språkets emotiva kraft. I boken Allting en trasa? forskar Furberg kring tankar om livets mening. Furbergs intresse för språk och humaniora och rötterna i den brittiska analytiska traditionen ledde till en rad böcker under 90-talet: Nedom vara och böra, där Humes ”klyfta ”mellan ”är” och ”bör” analyseras Istället för vetande? om den sene Wittgenstein och Du som fenomenologisk undersökning av ”Jag och du”-relationens unicitet, delvis i polemik mot Martin Bubers tankar.
Boken Den förste stenen fortsätter det fenomenologiska spåret som en moralitetsfenomenologisk undersökning.